# Guamal
Guamal est une municipalité située dans le département de Magdalena en Colombie.